# Аврора (ракета)
«Авро́ра» — нереализованный проект ракеты-носителя среднего класса, входящий в семейство ракет-носителей «Союз», иногда называемый экспортным вариантом ракеты-носителя «Ямал».

## История проекта
Запуски РН «Аврора» планировалость производить со стартового комплекса на острове Рождества (Австралия). 5 марта 2001 года Председатель Правительства РФ Михаил Касьянов подписал распоряжение №302-р «О сотрудничестве с австралийской компанией «Азиатско-Тихоокеанский космический центр» в разработке ракетно-космического комплекса среднего класса «Аврора» и создании на острове Рождества (территория Австралии в Индийском океане) космодрома». В соответствии с этим постановлением российские компании РКК «Энергия» им. С.П.Королева, ГНПРКЦ «ЦСКБ-Прогресс» и КБОМ им. В.П.Бармина должны были сотрудничать с австралийской APSC с целью создания космического комплекса. 
Для этого в 2001 году Росавиакосмос заключил с правительством Австралии соответствующее соглашение. К 2003 году ЦЭНКИ завершил подготовку проекта стартового комплекса. Проект не был реализован из-за отсутствия финансирования.

## Конструкция
Проект ракеты-носителя (РН) «Аврора» представлял собой развитие РН «Союз», что накладывало свой отпечаток на технические решения, использованные в проекте: пакетная схема, топливные компоненты, боковые блоки и т. п.. Ракета разрабатывалась в двух вариантах: трёхступенчатая, предназначенная для вывода полезной нагрузки на низкую околоземную орбиту, и четырёхступенчатая, предназначенная для выведения спутников на геопереходную и геостационарную орбиты. В качестве четвёртой ступени планировалось использовать разгонный блок (РБ) «Корвет», который разрабатывался на основе РБ «ДМ».

### Блок А
Важной особенностью Блока А было использование двигателя НК-33 (11Д111) вместо двигателя РД-108, который использовался в Блоке А РН «Союз». Длина первой ступени 19,602 м, диаметр — 3,48 м, запас компонентов топлива 151,8 тонн.